# Gigi Proietti
Luigi Proietti, detto Gigi (Roma, 2 novembre 1940 – Roma, 2 novembre 2020), è stato un attore, doppiatore e conduttore televisivo italiano.
Artista di formazione teatrale, campo nel quale ha ottenuto un notevole successo sin dagli inizi degli anni sessanta, è noto per le sue doti di affabulatore e trasformista.
Affermatosi quindi come attore teatrale, ebbe anche esperienze nel campo televisivo, al quale si dedicò fugacemente. Nonostante il sodalizio con il cinema non abbia spesso dato i frutti sperati, ha raggiunto la consacrazione cinematografica nel 1976 con Febbre da cavallo, nel ruolo dell'incallito scommettitore Mandrake, che con il passare degli anni è divenuto un vero e proprio film di culto, che ha ripreso con il suo seguito Febbre da cavallo - La mandrakata nel 2002, anno nel quale ha iniziato un forte sodalizio con i fratelli Carlo ed Enrico Vanzina. A partire dagli anni novanta, parallelamente al successo ottenuto in teatro, è stato protagonista di svariate serie televisive di successo, prima fra tutte la serie per la Rai Il maresciallo Rocca (1996-2005), divenuta una delle più seguìte della televisione italiana.
Ha avuto anche esperienze come cantante, facendo parte del gruppo musicale Trio Melody, insieme a Stefano Palatresi e Peppino di Capri, oltre che come poeta e scrittore.

## Biografia

### Gioventù e gavetta come cantante e attore
Figlio di Romano Proietti (1903-1992), di Porchiano del Monte (frazione del Comune di Amelia), e della casalinga Giovanna Ceci (1904-1993), di San Clemente di Leonessa (RI), ha vissuto i primi dieci mesi della sua vita in una casa in via di Sant'Eligio (una traversa di via Giulia) a Roma, per poi trasferirsi vicino in zona Colosseo, poi al Tufello (dove dopo la sua morte è stato realizzato un murale in sua memoria) e all'Alberone. Dopo essersi diplomato presso il Liceo Ginnasio Statale "Augusto" di Roma, s'iscrive al corso di laurea in Giurisprudenza presso l'Università "La Sapienza", che abbandonerà a sei esami dalla laurea.
Appassionato di musica sin da bambino, suona la chitarra, il pianoforte, la fisarmonica e il contrabbasso, e nel tempo libero inizia a esibirsi come cantante nelle feste studentesche, nei bar all'aperto e, più avanti, nei night club più celebri della capitale. In un'intervista al Fatto Quotidiano ricorderà, poi, che i personaggi della Roma dell'epoca sono stati in parte fonti d'ispirazione per alcuni ruoli comici da lui interpretati sul grande schermo. A proposito di questo periodo dichiarerà: «Per mantenermi agli studi cantavo nei night club. Cominciavo alle 10 di sera e finivo alle 4 del mattino, uscivo fuori con un collo gonfio [...] Non c'era misura di camicia che tenesse: ce voleva un copertone». Il giovane Proietti, rivela tuttavia di non essere inizialmente interessato al mondo del teatro: «Assolutamente no! A teatro non c'ero mai stato e poi non ero figlio di attori». Anche i genitori, pur appoggiando la sua decisione, non erano del tutto convinti delle prime prove del giovane Luigi.

Proietti è stato spesso etichettato come l'erede di Ettore Petrolini (1884-1936). Riguardo a ciò ha dichiarato: «Quando a Petrolini gli si chiedeva se discendesse dalla Commedia dell'Arte, lui rispondeva "Io discendo solo dalle scale di casa mia". Mi piace l'ironia dei romani di una volta».

Iscrittosi al Centro Teatro Ateneo, è allievo di personaggi di spicco come Arnoldo Foà, Giulietta Masina e Giancarlo Sbragia. «La mattina frequentavo le lezioni, il pomeriggio provavo all'Ateneo, la sera cantavo nei locali notturni. Gli esami non finivano mai» commenterà. Nello stesso momento decide di lasciare definitivamente la facoltà di Giurisprudenza e inizia a frequentare il corso di mimica del Centro Universitario Teatrale tenuto da Giancarlo Cobelli, il quale nota subito le sue qualità di musicista e lo scrittura per uno spettacolo d'avanguardia da lui diretto, Can Can degli italiani (1963), composto da famosi scrittori quali Ercole Patti e Luigi Malerba, dove mette in musica un aforisma di Ennio Flaiano, Oh come è bello sentirsi....
A partire dal 1964 ricopre ruoli di contorno sul palcoscenico con il Gruppo Sperimentale 101 sotto la direzione di Antonio Calenda, dallo stesso Cobelli e anche con Andrea Camilleri, non ancora diventato celebre come scrittore. Il suo primo ruolo lo recita all'aperto, travestito da upupa, nella rappresentazione di Gli uccelli di Aristofane (1964) diretto da Giuseppe Di Martino. Dal 1968 ottiene ruoli da protagonista in diversi spettacoli messi in scena dal Teatro Stabile dell'Aquila, tra cui Il dio Kurt di Alberto Moravia e Operetta di Witold Gombrowicz.

### Primi successi ed esordi cinematografici
Proietti nel 1964 fa un piccolo cameo in Se permettete parliamo di donne di Ettore Scola. Nel frattempo inizia a cimentarsi anche nel campo del doppiaggio, prestando la voce al Gatto Silvestro nelle prime edizioni italiane dei cartoni animati della Warner Bros., in cui la voce di Titti è di Loretta Goggi. Tuttavia è nel 1966 che esordisce contemporaneamente sul grande e piccolo schermo. In ogni caso il suo primo ruolo, per una curiosa coincidenza, è quello di un maresciallo dei carabinieri, lo stesso che trent'anni dopo lo porterà nuovamente alla notorietà. Al cinema appare in un episodio di Le piacevoli notti nel 1966, e in ruoli più corposi in Lo scatenato, La matriarca e Una ragazza piuttosto complicata. Tinto Brass è il primo regista a valorizzarlo con un ruolo da protagonista nel suo film L'urlo del 1968, presentato alla Quinzaine des Réalisateurs di Cannes.
In televisione esordisce nello sceneggiato I grandi camaleonti (1964), diretto da Edmo Fenoglio. Insieme a Ugo Gregoretti compare in ruoli soddisfacenti, come quello del truffatore Alfred Jingle in Il Circolo Pickwick (1967), trasposizione dell'omonimo romanzo di Charles Dickens, dove compone e canta anche la sigla finale, La ballata di Pickwick. Proprio durante le sedute di registrazione di questa canzone, incontra un giovane di Poggio Bustone, che in quel brano suona la chitarra, musicista sotto contratto con la casa discografica Ricordi e destinato alla grande notorietà, Lucio Battisti. Sarà il loro primo e ultimo incontro, ricordato in seguito dallo stesso Proietti in un'intervista durante una trasmissione celebrativa sul cantante.
Tuttavia il primo, inaspettato successo arriva nel 1970, quando viene improvvisamente chiamato a sostituire Domenico Modugno, ufficialmente a causa di un incidente capitatogli (ma ufficiosamente, sembra, a causa di dissapori con l'autore e co-protagonista della commedia, Renato Rascel) nella parte di Ademar nella commedia musicale di Garinei e Giovannini Alleluja brava gente, al Lirico: «Una botta di fortuna. Lì capii che si poteva coniugare il teatro ludico con la qualità artistica: il cosiddetto teatro popolare».

### Il trionfo degliOne-Man Show

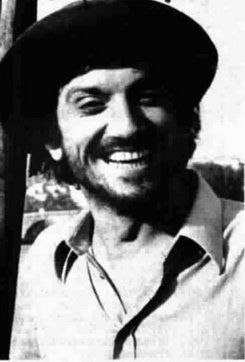
Proietti nel 1975

Tra il 1965 e il 1970, sia con il Gruppo Sperimentale di Calenda sia senza, Proietti porta in scena anche prove particolari come Il mercante di Venezia, Le mammelle di Tiresia e Il misantropo di Molière. Con Il dio Kurt del 1969, ennesimo successo del gruppo sperimentale, Proietti capisce di dover affrontare il palcoscenico da solista per non rimanere ingabbiato in ruoli eternamente comprimari.
Dopo aver recitato nel 1974 il ruolo di Neri Chiaramantesi nel dramma di Sem Benelli La cena delle beffe, accanto a Carmelo Bene, nel 1976 stringe un proficuo sodalizio con lo scrittore Roberto Lerici, insieme al quale scrive e dirige i suoi spettacoli, rimasti nella storia, A me gli occhi, please (1976), riportato in scena nel 1993, 1996 e nel 2000, in una memorabile performance allo Stadio Olimpico della sua città natale, oltre a Come mi piace (1983), Leggero leggero (1991) e, per la televisione, Attore amore mio (1982) e Io a modo mio (1985).
In questi spettacoli Proietti, totalmente privo di guida registica, ha modo di scatenare la sua verve attoriale come monologhista, cantante, imitatore, ballerino, in estenuanti tour de force che ottengono un dirompente successo di pubblico; dalle sei serate inizialmente previste si superano agevolmente le 300, con oltre 2000 spettatori di media a riempire i teatri tenda e i palasport di tutta l'Italia, ammirato e stimato anche da importanti personalità come Eduardo De Filippo e Federico Fellini, il quale dapprima pensa a lui per il ruolo di Giacomo Casanova nel suo film Il Casanova di Federico Fellini, per poi scegliere Donald Sutherland ma facendolo doppiare in italiano proprio da Proietti.
Ancora oggi A me gli occhi, please, anche per i suoi risvolti in parte drammatici, è riconosciuta come una prova teatrale importante. La collaborazione tra Proietti e Roberto Lerici si può ben paragonare a quella, altrettanto proficua, tra Giorgio Gaber e Sandro Luporini per il teatro canzone. Dopo la morte di Roberto Lerici, avvenuta nel 1992 per infarto, Proietti porta in scena e dirige altri due spettacoli solisti, Prove per un recital (1996) e Io, Tòto e gli altri (2002). Nel 2004 ha portato in tour lo spettacolo Serata d'Onore, premiato il 20 agosto all'Arena di Catanzaro con il Riccio d'Argento come migliore spettacolo dell'anno nella rassegna Fatti di Musica.

### Il doppiaggio
(Gigi Proietti in Tutto sommato (VINTAGE): Qualcosa mi ricordo, Rizzoli, 2014)
Dopo l'esperienza iniziale come voce italiana di Gatto Silvestro insieme a Loretta Goggi (che prestava invece la voce a Titti), prosegue in sordina anche la sua carriera di doppiatore: nella seconda metà degli anni sessanta entra nella Società Attori Sincronizzatori (S.A.S.) e collabora spesso con Emilio Cigoli (storica voce italiana di John Wayne), prestando le voci in alcune occasioni ad attori del grande schermo come Robert De Niro in Mean Streets - Domenica in chiesa, lunedì all'inferno (1973), Sylvester Stallone nel primo Rocky del 1976 (di cui cura anche la direzione del doppiaggio) e in F.I.S.T. (1978), Richard Burton in Chi ha paura di Virginia Woolf? (1966), Richard Harris in Camelot (1967) e in Un uomo chiamato Cavallo (1970), Dustin Hoffman in Lenny (che dichiarò essere il suo doppiaggio più amato), Kirk Douglas in Uomini e cobra (1970) e Marlon Brando in Riflessi in un occhio d'oro (1967).

### Fra teatro, cinema, TV e radio

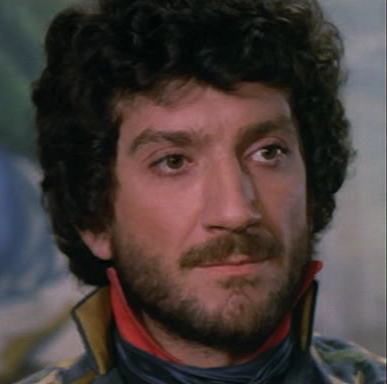
Proietti nel 1973 ne La Tosca

Negli anni settanta recita come protagonista nei film Gli ordini sono ordini (1972), Meo Patacca (1972), Conviene far bene l'amore (1975), Languidi baci, perfide carezze (1976). Nello stesso periodo partecipa anche a pellicole di rilievo come La proprietà non è più un furto (1973) di Elio Petri, L'eredità Ferramonti (1976) e soprattutto Casotto (1977) insieme a Ugo Tognazzi e a una giovane Jodie Foster. Passa con notevole disinvoltura dalla commedia al ruolo impegnato, dal dramma erotico al film grottesco, quindi partecipa a film di Mauro Bolognini, Mario Monicelli, Elio Petri e Luigi Magni, ma forse soltanto Alberto Lattuada gli offre un ruolo compiuto sul versante drammatico nel film Le farò da padre (1974).

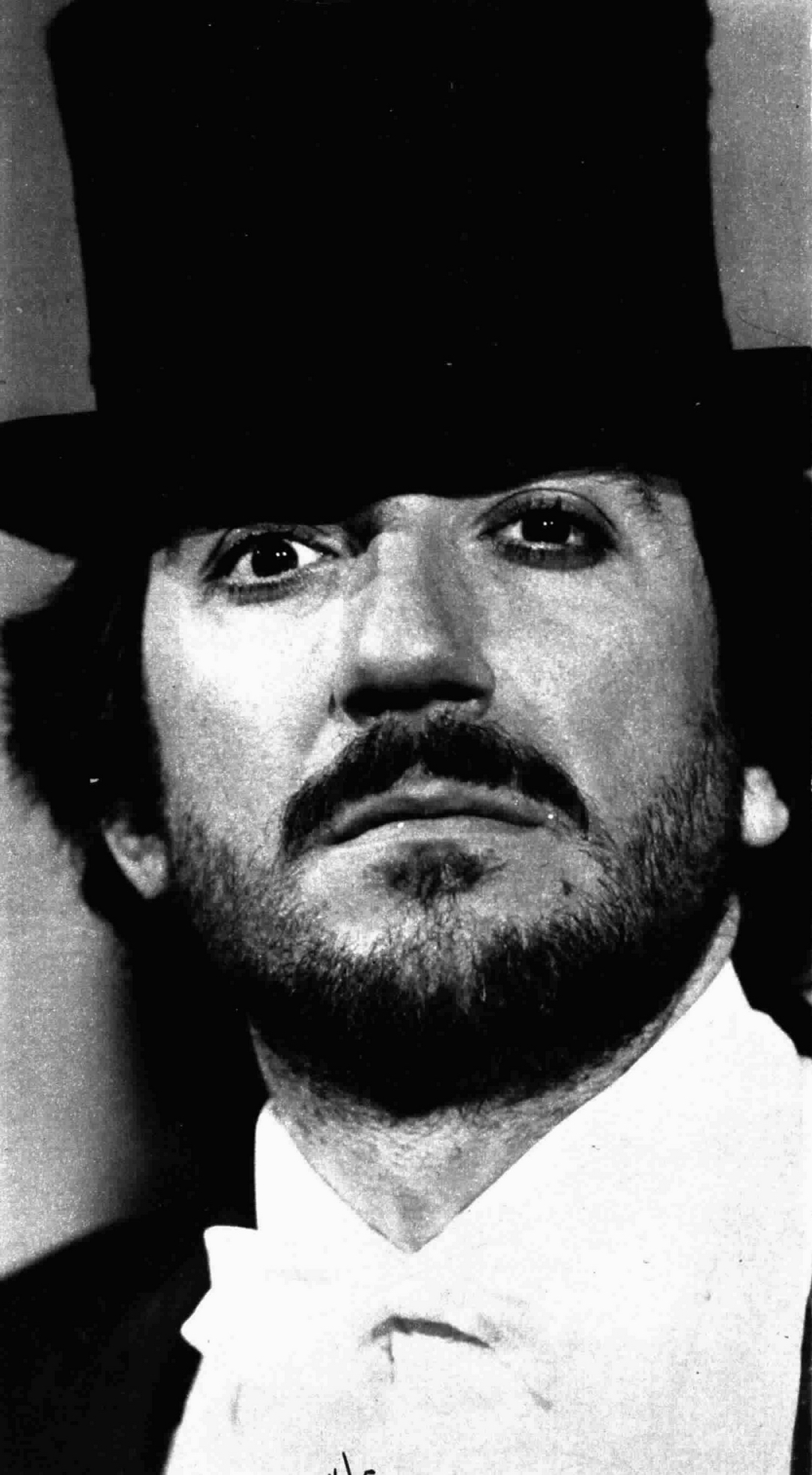
Proietti interpreta Gastone nel varietà TV Sabato sera dalle nove alle dieci (1974)

Partecipa inoltre ad alcuni film statunitensi diretti da registi di prestigio come Sidney Lumet, Robert Altman e Ted Kotcheff, nonché con il francese Bertrand Tavernier. Ma la consacrazione cinematografica arriva nel 1976 con il ruolo dello sfortunato indossatore Bruno Fioretti, detto Mandrake, che inventa qualsiasi stratagemma per poter giocare ai cavalli in società con alcuni suoi amici perdendo regolarmente, nella commedia di Steno Febbre da cavallo.
La pellicola, accolta inizialmente con freddezza da parte della critica cinematografica, con il passare degli anni, grazie anche ai molteplici passaggi televisivi, è diventata un vero e proprio film di culto; una delle sequenze più memorabili del film è senza dubbio quella della storica tris, che si ritorcerà contro i tre protagonisti, dei cavalli King, Soldatino e D'Artagnan.
Con Gregoretti lavora ancora nel 1974 in uno spettacolo sperimentale che tenta di fondere il varietà con lo sceneggiato, Sabato sera dalle nove alle dieci, dove Proietti è conduttore, compone e canta la sigla iniziale e interpreta quattro ruoli, e in uno sceneggiato ispirato a Emilio Salgari, Le tigri di Mompracem (1974), ricordato per il largo uso del chroma key, dove interpreta il ruolo di Sandokan due anni prima di Kabir Bedi. Insieme ad Antonello Falqui raggiunge la vetta massima a livello artistico sul piccolo schermo con il varietà girato a colori Fatti e fattacci (1975), insieme a Ornella Vanoni, Giustino Durano e Massimo Giuliani, dove interpreta il cantastorie di una scalcinata compagnia di saltimbanchi in un viaggio a puntate attraverso il folklore di quattro città italiane: Roma, Milano, Napoli e Palermo. Alla Sicilia dedica ancora un omaggio in quello stesso anno, cantando in lingua siciliana la celeberrima Ballata di Carini, musicata da Romolo Grano e utilizzata come sigla iniziale dello sceneggiato televisivo L'amaro caso della baronessa di Carini (1975), diretto da Daniele D'Anza, con Ugo Pagliai e Janet Agren.

Da sinistra: Mario Carotenuto, Proietti, Francesco De Rosa ed Enrico Montesano nel cult movie Febbre da cavallo (1976) di Steno

Alla radio incontra un notevole successo nella trasmissione Gran varietà, dove partecipa tre volte: nella primavera del 1973 interpreta il personaggio di Avogadro il ladro; nell'estate del 1975 è un irresistibile conquistatore di femmine che a parole è infallibile, e alla prova dei fatti accumula continui disastri; e nell'autunno del 1978 interpreta il personaggio del Mago della Garbatella e canta inoltre la sigla di chiusura della trasmissione, Me vie' da piagne.

### La nascita del Laboratorio di esercitazioni sceniche
Nel 1978 assume, insieme a Sandro Merli, la direzione artistica del Teatro Brancaccio di Roma, creando un suo Laboratorio di Esercitazioni Sceniche per i giovani attori (la stessa cosa farà Vittorio Gassman con la sua Bottega Teatrale di Firenze), portando in scena con i suoi allievi durante gli anni ottanta numerosi spettacoli assai apprezzati. In particolare questa speciale gavetta segnerà l'esordio di tanti futuri e apprezzati volti del mondo dello spettacolo: tra questi ci furono Giorgio Tirabassi, Pino Quartullo, Gianfranco Jannuzzo, Massimo Wertmüller, Paola Tiziana Cruciani, Rodolfo Laganà, Patrizia Loreti, Silvio Vannucci, Francesca Reggiani, Giovanni Guardiano, Francesca Nunzi, Flavio Insinna, Giampiero Ingrassia, Chiara Noschese, Enrico Brignano, Nadia Rinaldi, Gabriele Cirilli.

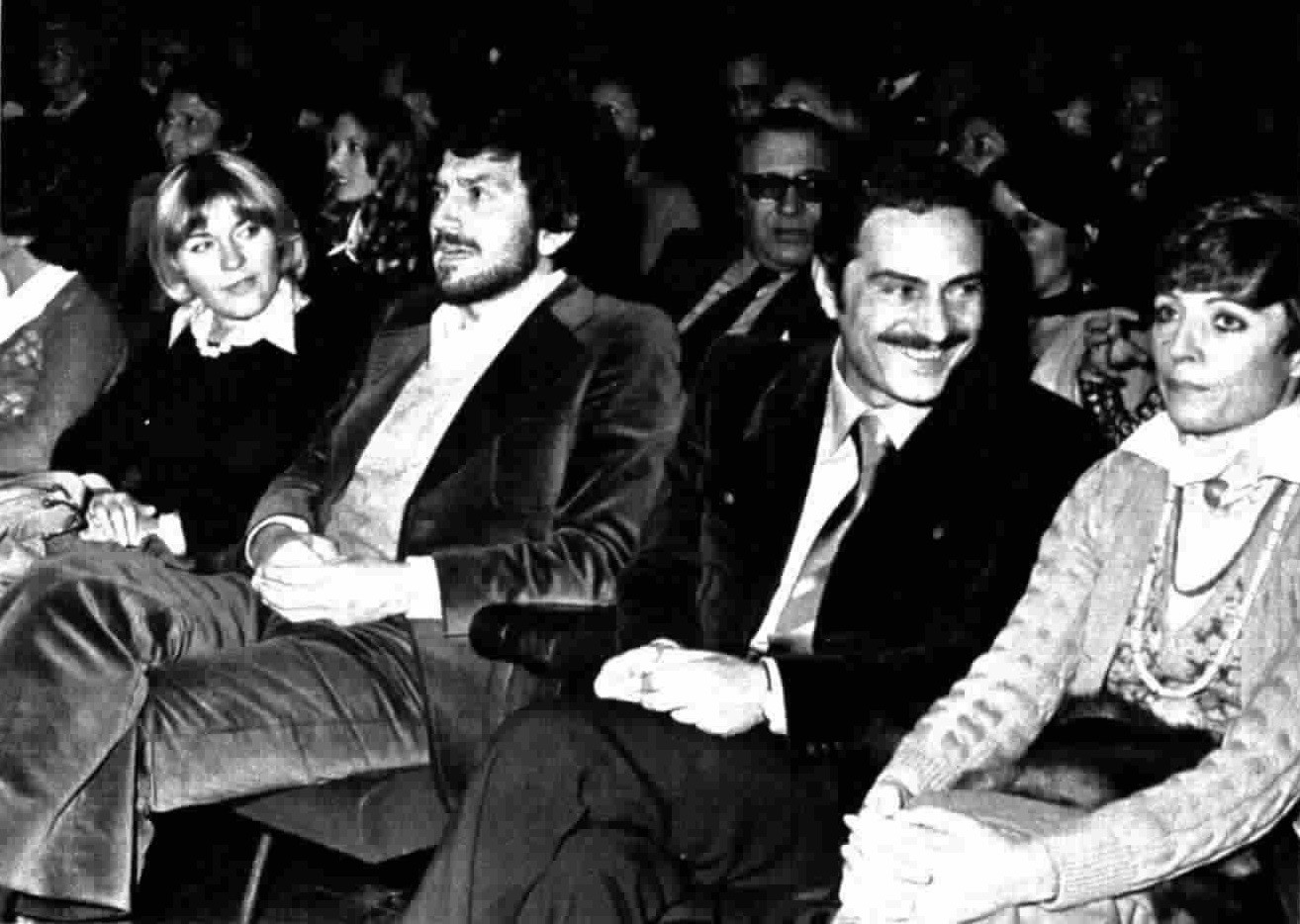
Proietti, con Nino Manfredi, al concerto di Ornella Vanoni al Teatro Olimpico di Roma (1974)

Di questo periodo Proietti ricorda che: «Come diceva Gassman ai giovani attori, ho insegnato loro tutti i miei difetti. Ne sono nati tanti, ma non c'è un mio erede ed è giusto che non ci sia». Come rivelerà anche Gianni Minà, in quel periodo Proietti mantenne la scuola da solo, con l'aiuto di Mario Bussolino, prima che arrivassero i contributi regionali. Nello stesso momento si cimenta anche con la regia teatrale, specializzandosi in adattamenti teatrali di successi cinematografici, oltre a curare la messa in scena di diverse opere liriche tra il 1983 e il 2002.

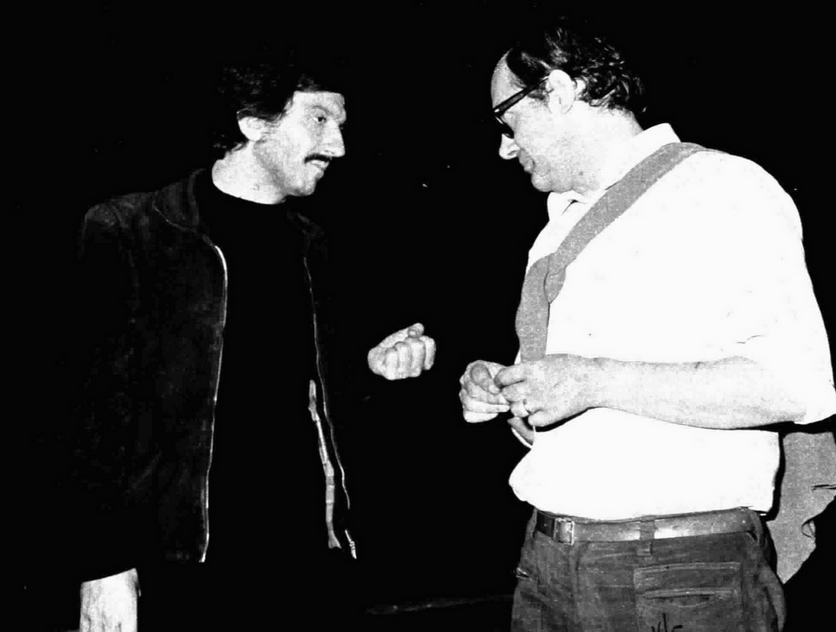
Proietti con Ugo Gregoretti nel 1974

Nella stagione 1980-1981 partecipa al programma domenicale Il baraccone condotto da Paolo Panelli, con Monica Vitti e Marcello Casco. Dietro il microfono tornerà soltanto nel 1995 come voce narrante dello sceneggiato Belfagor, ovvero il fantasma del Louvre. Nel 1981 rientra in televisione con lo sceneggiato Fregoli diretto da Paolo Cavara, ispirato alla vita del grande trasformista Leopoldo Fregoli e suo ennesimo tour de force, nel quale riveste i panni di ben 75 personaggi, oltre a comporre e cantare la sigla di chiusura, Prima de pija' sonno.

### Il declino al cinema e conduttore televisivo

Proietti nel 1978

Il successo di Febbre da cavallo insieme a Enrico Montesano, avrebbe dovuto segnare la consacrazione di Proietti al cinema e l'inizio di una florida carriera cinematografica nel mondo della commedia all'italiana ma così non fu; infatti, escludendo la commedia di Sergio Citti del 1977 Casotto, Proietti recita in due film di scarso successo di pubblico, Languidi baci... perfide carezze e Non ti conosco più amore di Sergio Corbucci, non consentendo all'attore un decollo vero e proprio al cinema. Per tutti gli anni 1980 e 1990 Proietti partecipa a poche pellicole selezionate e in parti principalmente secondarie, come in "FF.SS." - Cioè: "...che mi hai portato a fare sopra a Posillipo se non mi vuoi più bene?" di Renzo Arbore nel 1983 o in Mi faccia causa del 1985, nuovamente diretto da Steno.
Nel 1983 debutta come conduttore televisivo, guidando la quarta sfortunata edizione del varietà Fantastico 4 (1983), diretto da Enzo Trapani; la trasmissione perse per la prima volta la sfida negli ascolti contro la concorrenza di Premiatissima del gruppo Fininvest.

Heather Parisi e Proietti nel programma TV Fantastico 4 (1983)

Riscuoterà maggiore fortuna come protagonista degli one-man show Io a modo mio (1986) e Di che vizio sei? (1988) per la regia di Adolfo Lippi, entrambi trasmessi dalla prima rete Rai. Tra il 1990 e il 1991 è inoltre conduttore del fortunato Club 92. Come regista televisivo debutta nel 1990 con una delle prime sitcom italiane, Villa Arzilla, basato sulle vicende di un gruppo di anziani pensionanti in una casa di riposo, dove appare in brevi cameo come giardiniere della villa, riunendo alcuni grandi attori e attrici del passato come Giustino Durano, Fiorenzo Fiorentini, Ernesto Calindri, Marisa Merlini e Caterina Boratto. Otto anni più tardi si autodirige nel film Un nero per casa (1998) interpretando la parte principale di un architetto.
Nel 1996 scrive e dirige un suo testo, Mezzefigure, mentre nel 1998 è la voce del narratore della fiaba Pierino e il lupo di Sergej Prokofiev, sotto la direzione orchestrale di Enrique Mazzola. Nel 2005 dirige Pino Quartullo e Sandra Collodel in Quella del piano di sopra, commedia brillante di Pierre Chesnot, replicata nelle stagioni successive, ottenendo un notevole successo accanto a Sabrina Ferilli e Maurizio Micheli nella versione moderna nel classico di Hennequin e Veber La presidentessa (già interpretato nel 1968 per la regia di Franco Enriquez), portato più volte in tournée. Nel 2007 lascia la direzione artistica del Teatro Brancaccio, per assumere quella del GranTeatro, sempre a Roma, fino alla chiusura nel 2016.

### I successi sul piccolo schermo
Nel 1992 inizia a ottenere un consistente successo con le serie di telefilm Un figlio a metà, bissato dal seguito Un figlio a metà - Un anno dopo (1994), diretti da Giorgio Capitani, dove interpreta il ruolo di un doppiatore cinematografico, quindi sempre diretto da Capitani nella sitcom Italian Restaurant (1994) con Nancy Brilli in cui è il proprietario di un ristorante italiano a New York (nella realtà Proietti, per breve tempo, ha effettivamente gestito un ristorante). Ancora nel 1992 si fa notare nuovamente come doppiatore, dando la voce al Genio della lampada nell'edizione italiana del film Aladdin della Walt Disney Pictures, operazione che ripeterà anche nei due seguiti distribuiti soltanto in home video, Il ritorno di Jafar e Aladdin e il re dei ladri. 
Nel 1996 arriva il successo della serie televisiva Il maresciallo Rocca, creato dalla coppia di scrittori Laura Toscano e Franco Marotta e ancora diretto da Capitani, in cui l'attore romano interpreta il ruolo di Giovanni Rocca, vedovo con tre figli, maresciallo comandante della stazione dei Carabinieri di Viterbo, che tra un caso e l'altro s'innamora di una deliziosa farmacista, interpretata da Stefania Sandrelli. La serie, partita in sordina su Rai 2, conquista i favori del pubblico fino a superare agevolmente i dieci milioni di telespettatori a sera e a fare seria concorrenza a trasmissioni ampiamente collaudate come il Festival di Sanremo; l'ultima puntata del 12 marzo 1996 registrò il primato di quasi 16 milioni di spettatori, permettendogli di vincere il Premio TV come personaggio maschile dell'anno. Il colossale successo impone ai due autori, ai registi (al veterano e collaudato Capitani si alternano Lodovico Gasparini, José María Sánchez e Fabio Jephcott) e al protagonista la realizzazione di ben cinque stagioni, realizzate tra il 1998 e il 2005, e della miniserie conclusiva Il maresciallo Rocca e l'amico d'infanzia nel 2008, tutte su Rai 1. Nello stesso anno della prima messa in onda della serie, dà la voce al drago nel film Dragonheart e due anni dopo ancora ai due draghi siamesi Devon e Cornelius nel film d'animazione La spada magica - Alla ricerca di Camelot.
Verso la fine degli anni novanta Gigi Proietti interpreta un altro personaggio creato da Toscano e Marotta, L'avvocato Porta, in due stagioni dirette da Franco Giraldi per Canale 5, ma con minor successo. Per il grande successo di Il maresciallo Rocca, la Rai affida a Proietti la conduzione del tradizionale spettacolo di Capodanno trasmesso su Rai 1 per la particolare edizione del 2000.

### Il ritorno al cinema e la nascita del Globe Theatre
Nel 1994 ritorna al cinema con il ruolo del Cardinale Mazarino nel film Eloise, la figlia di D'Artagnan, poi con il séguito di Febbre da cavallo, Febbre da cavallo - La mandrakata, diretto dal figlio di Steno, Carlo Vanzina, uscito nelle sale il 14 ottobre 2002 definito dallo stesso attore un «ritorno sul luogo del delitto»; la riproposizione dello storico trasformista indebitato Mandrake lo porta a vincere un Nastro d'argento come miglior attore protagonista. Nel frattempo, nel 1999 viene diretto da Mario Monicelli nel film Panni sporchi, affiancando anche Ornella Muti.
Dal 1992 al 2003 è direttore artistico del Teatro Kursaal Santalucia di Bari.
Nel 2003, da una sua idea, nasce il teatro shakespeariano Silvano Toti Globe Theatre, di cui è direttore artistico e in cui ha diretto uno spettacolo (di Romeo e Giulietta) e, nel 2017, finalmente recitato. L'opera scelta, Edmund Kean di Raymund FitzSimons, rievoca la vita e i successi dell'omonimo attore inglese shakespeariano definito "genio e sregolatezza" da Alexandre Dumas. Nel 2005 interpreta un veterinario nell'eponima fiction diretta da José María Sánchez.
Al cinema collabora ancora con i Vanzina, prima come protagonista nella commedia Le barzellette (2004), dove ripropone gran parte degli sketch e barzellette realizzate con successo durante le numerose ospitate televisive dagli anni 1980 a oggi, mentre poi nel filone del cine-cocomero, sottogenere dei film di Natale, nei poco fortunati Un'estate al mare e Un'estate ai Caraibi, usciti nelle sale rispettivamente nelle estati del 2008 e del 2009. Il 2 aprile 2010 esce nelle sale La vita è una cosa meravigliosa nuovamente diretto da Carlo Vanzina, affiancato da Vincenzo Salemme, Enrico Brignano, Nancy Brilli e Luisa Ranieri.

### Gli ultimi anni

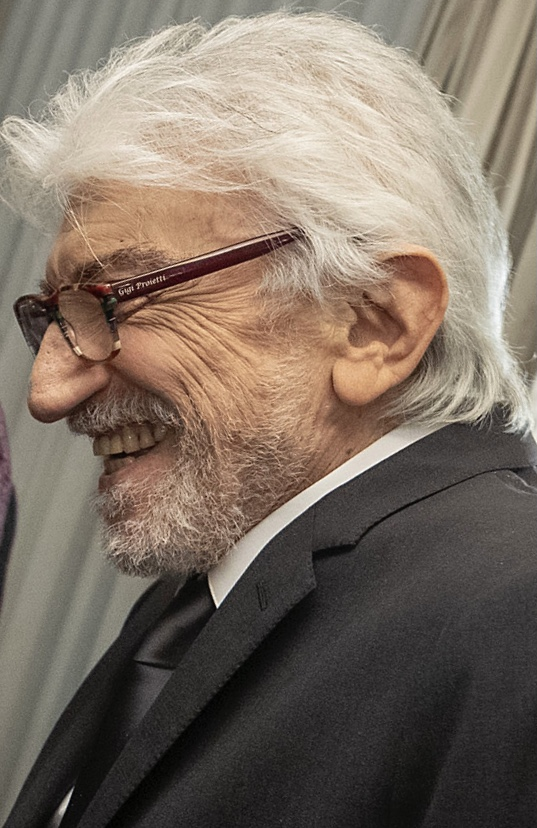
Proietti nel 2020

Nel 2010 Proietti interpreta Filippo Neri nella fiction TV dal titolo Preferisco il paradiso, prodotta da Lux Vide e trasmessa su Rai 1 con ottimi riscontri d'ascolto. L'anno successivo, nel 2011 recita in un'altra miniserie TV Il signore della truffa nel ruolo dell'ex truffatore di lungo corso Federico Sinacori, una co-produzione Artis e Rai Radiotelevisione Italiana, destinata alla prima serata RaiUno.
All'infuori del suo sodalizio con i Vanzina, al cinema lo ritroviamo nel 2011 in due pellicole: Tutti al mare di Matteo Cerami, remake del Casotto del 1977 diretto da Sergio Citti di cui fu uno degli interpreti principali, e in Box Office 3D - Il film dei film diretto e interpretato da Ezio Greggio, nel ruolo del Mago Silenzio (parodia di Albus Silente). Tra il 2012 e il 2014, per scelta del direttore del doppiaggio Francesco Vairano, sostitusce il defunto collega Gianni Musy come doppiatore del personaggio di Gandalf, interpretato da Ian McKellen, nella trilogia de Lo Hobbit diretta da Peter Jackson. Nel 2012 compare come guest-star in un episodio della fiction I Cesaroni, per poi tornare in TV nel 2013 come interprete della fiction in due puntate L'ultimo papa re su Rai 1, diretta da Luca Manfredi. L'anno successivo è protagonista assoluto della fiction Una pallottola nel cuore, sempre trasmessa su Rai 1 in quattro puntate; in quest'ultima serie interpreta il giornalista Bruno Palmieri, specializzato nella risoluzione di vecchi casi di cronaca nera rimasti irrisolti. La fiction riscuote un buon successo di pubblico, portando alla produzione di una seconda stagione, trasmessa nel 2016, anch'essa favorevolmente accolta, nonché di una terza (6 puntate) nell'autunno 2018.
Appare in un cameo nella scena finale di Indovina chi viene a Natale? (2013) diretto da Fausto Brizzi.
Nel 2014 torna nelle sale con il film di Natale Ma tu di che segno 6? con Massimo Boldi e Vincenzo Salemme, per la regia di Neri Parenti.
Sempre in TV partecipa in qualità di giudice al talent show di Rai 1 La pista condotto da Flavio Insinna, ricoprendo poi lo stesso ruolo l'anno successivo nella quinta edizione di Tale e quale show condotto da Carlo Conti, e affiancato da Loretta Goggi e Claudio Lippi. Nel 2016 debutta come attore al teatro Globe Theatre, da lui fondato nel 2003, portando in scena lo spettacolo Omaggio a Shakespeare.
Nel 2017 conduce in prima serata su Rai 1 il varietà Cavalli di battaglia: si tratta di un ritorno alla conduzione di uno show televisivo dopo 26 anni dall'ultima esperienza con Club 92 (nel 1991 su Rai 2): la trasmissione ripropone i migliori sketch del maestro, oltre ai numerosi cavalli di battaglia sia suoi sia dei vari ospiti che si susseguono.
Nella stagione 2019-2020 è narratore e ospite in Ulisse - Il piacere della scoperta, programma documentaristico di Rai 1 condotto da Alberto Angela.
Il 19 gennaio 2019 conduce in diretta su Rai 1 l'evento inaugurale di Matera capitale europea della cultura 2019, alla presenza del presidente del Consiglio Giuseppe Conte e del presidente della Repubblica Sergio Mattarella. A dicembre torna al cinema con Pinocchio di Matteo Garrone, in cui interpreta Mangiafuoco. Due anni dopo esce postumo l'ultimo film da lui interpretato, Io sono Babbo Natale di Edoardo Falcone, nel quale recita al fianco di Marco Giallini.

### Altre attività
Si cimenta anche nella poesia, seguendo l'esempio del Belli, di Trilussa e dello stesso Petrolini, componendo diversi sonetti pubblicati negli anni 1990 in una rubrica del quotidiano romano Il Messaggero. Compare in diverse pubblicità televisive, dal 2002 al 2005 è testimonial del caffè Kimbo con l'agenzia Diaframma di Firenze e il fotografo Gaetano Mansi. Partecipa al Festival di Sanremo del 1995, insieme a Peppino di Capri e Stefano Palatresi, sotto il nome di Trio Melody, con il brano Ma che ne sai... (...se non hai fatto il piano bar). Nel 2003 recita l'elogio funebre, in romanesco e in versi, per le esequie di Alberto Sordi.

#### Scrittore
Alla fine del 2013 Proietti esordisce nella scrittura, pubblicando un'autobiografia intitolata Tutto sommato qualcosa mi ricordo. Tra ricordi e aneddoti, l'attore ripercorre la sua storia personale e professionale, «intrecciando le gioie della vita e quelle del palco e lasciando sempre sullo sfondo la sua Roma, città eterna e fragile, tragica e ironica, cinica e innamorata».
Alla fine del 2015 pubblica un nuovo libro, dal titolo Decamerino. Novelle dietro le quinte. Si tratta di una raccolta di racconti, aneddoti e componimenti in versi de-camerino, ossia nati nel camerino, dietro le quinte del teatro. «Il risultato è un racconto nel racconto di pensieri arruffati, atti unici, odori, abitudini che segnano il ritorno di un affabulatore capace di far sorridere e commuovere con le sue cronache ad alto tasso di romanità.»

### La morte
Proietti è deceduto all'alba del 2 novembre 2020, giorno del suo 80º compleanno, a causa di un infarto nella clinica romana "Villa Margherita", dove era ricoverato dal 17 ottobre a seguito di un aggravamento delle sue condizioni di salute dovuto a una grave cardiopatia.
La sindaca di Roma, Virginia Raggi, ha proclamato il lutto cittadino per il 5 novembre, giorno delle esequie. Trasmesse in diretta su Rai 1, si sono svolte con un corteo funebre dal Campidoglio fino al Globe Theatre di Villa Borghese, dove è avvenuta la cerimonia laica alla presenza di molti suoi colleghi e allievi e, in seguito, con cerimonia religiosa, presso la basilica di Santa Maria in Montesanto, nota come la "Chiesa degli artisti" in piazza del Popolo, ma a causa dell'emergenza COVID-19 hanno potuto presenziare soltanto 60 persone. Il 10 novembre il suo corpo è stato cremato presso il cimitero Flaminio e le ceneri sono state consegnate alla famiglia il giorno successivo e sistemate provvisoriamente nella tomba dei genitori dell'attore, nel cimitero di Porchiano del Monte in Umbria. Dopo 7 mesi di attesa di sepoltura, AMA e Roma Capitale hanno comunicato che l'artista riposerà in una cappella da edificare nella zona nuova, nei pressi del sacrario militare, nel cimitero del Verano di Roma. La tomba viene ultimata dopo tre anni di lavori e da ottobre 2024 ospita le ceneri dell'attore. Riposa accanto al compositore e direttore d'orchestra Ennio Morricone, scomparso 5 mesi prima di lui, il 6 luglio 2020.

## Vita privata
Molto riservato sulla sua vita privata, nel 1962 conobbe un'ex-guida turistica svedese, Sagitta Alter, che fu la sua compagna per tutta la vita. I due convissero dal 1967 fino alla morte di lui, senza mai sposarsi (Proietti scherzava al riguardo descrivendo sé stesso e la compagna come "antichi concubini"), ed ebbero due figlie, Susanna e Carlotta, la prima costumista e scenografa, la seconda attrice e cantautrice. Il nipote Raffaele Proietti è invece un doppiatore.
Dal punto di vista politico si definiva comunista e dichiarava di votare abitualmente per il Partito Comunista Italiano, al quale però non si iscrisse mai; dopo lo scioglimento del PCI nel 1991 si accostò al centro-sinistra, anche se in seguito ammise di essere deluso dall'esperienza de L'Ulivo.
Appassionato di calcio, era un tifoso della Roma per una questione di campanilismo, sostenendo che un vero romano debba supportare la squadra della Capitale.

## Filmografia

### Attore

#### Cinema
- Se permettete parliamo di donne, regia di Ettore Scola (1964) – non accreditato
- Le piacevoli notti, regia di Armando Crispino e Luciano Lucignani (1966)
- La ragazza del bersagliere, regia di Alessandro Blasetti (1967)
- Lo scatenato, regia di Franco Indovina (1967)
- L'urlo, regia di Tinto Brass (1968)
- La matriarca, regia di Pasquale Festa Campanile (1968)
- Una ragazza piuttosto complicata, regia di Damiano Damiani (1969)
- La virtù sdraiata (The Appointment), regia di Sidney Lumet (1969)
- Brancaleone alle crociate, regia di Mario Monicelli (1970)
- Dropout, regia di Tinto Brass (1970)
- Bubù, regia di Mauro Bolognini (1971)
- La mortadella, regia di Mario Monicelli (1971)
- Gli ordini sono ordini, regia di Franco Giraldi (1972)
- Meo Patacca, regia di Marcello Ciorciolini (1972)
- La Tosca, regia di Luigi Magni (1973)
- La proprietà non è più un furto, regia di Elio Petri (1973)
- Le farò da padre, regia di Alberto Lattuada (1974)
- Conviene far bene l'amore, regia di Pasquale Festa Campanile (1975)
- Bordella, regia di Pupi Avati (1976)
- Chi dice donna dice donna, regia di Tonino Cervi, episodi Papà e maman e Ma non ci sposano (1976)
- L'eredità Ferramonti, regia di Mauro Bolognini (1976)
- Febbre da cavallo, regia di Steno (1976)
- Languidi baci... perfide carezze, regia di Alfredo Angeli (1976)
- Casotto, regia di Sergio Citti (1977)
- Un matrimonio (A Wedding), regia di Robert Altman (1978)
- Qualcuno sta uccidendo i più grandi cuochi d'Europa (Who Is Killing the Great Chefs of Europe?), regia di Ted Kotcheff (1978)
- Due pezzi di pane, regia di Sergio Citti (1979)
- Non ti conosco più amore, regia di Sergio Corbucci (1980)
- Di padre in figlio, regia di Alessandro e Vittorio Gassman (1982)
- "FF.SS." - Cioè: "...che mi hai portato a fare sopra a Posillipo se non mi vuoi più bene?", regia di Renzo Arbore (1983)
- Mi faccia causa, regia di Steno (1985)
- Mille bolle blu, regia di Leone Pompucci (1993) - voce
- Eloise, la figlia di D'Artagnan (La fille de d'Artagnan), regia di Bertrand Tavernier (1994)
- Panni sporchi, regia di Mario Monicelli (1999)
- Chi ha paura?, regia di Guido Manuli (2000) – voce, non accreditato
- Febbre da cavallo - La mandrakata, regia di Carlo Vanzina (2002)
- Le barzellette, regia di Carlo Vanzina (2004)
- Un'estate al mare, regia di Carlo Vanzina (2008)
- Un'estate ai Caraibi, regia di Carlo Vanzina (2009)
- La vita è una cosa meravigliosa, regia di Carlo Vanzina (2010)
- Tutti al mare, regia di Matteo Cerami (2011)
- Box Office 3D - Il film dei film, regia di Ezio Greggio, episodio Erry Sfotter e l'età della pensione (2011)
- Stelle, regia di Yann Renzi – cortometraggio (2012) - voce
- Indovina chi viene a Natale?, regia di Fausto Brizzi (2013)
- Ma tu di che segno 6?, regia di Neri Parenti (2014)
- Il premio, regia di Alessandro Gassmann (2017)
- Pinocchio, regia di Matteo Garrone (2019)
- Io sono Babbo Natale, regia di Edoardo Falcone (2021) – postumo

#### Televisione

##### Prosa
- La maschera e il volto, regia di Flaminio Bollini, trasmessa dal Programma Nazionale il 16 luglio 1965.
- Piccoli borghesi, regia di Edmo Fenoglio, trasmessa dal Programma Nazionale il 26 novembre 1968.
- Il matrimonio di Figaro, dall'opera di Pierre-Augustin Caron de Beaumarchais, regia di Sandro Sequi, trasmessa dal Secondo Programma il 28 gennaio 1972.

##### Serie e film TV
- I grandi camaleonti, regia di Edmo Fenoglio – miniserie TV, 1 episodio (1964)
- Missione Wiesenthal, regia di Vittorio Cottafavi – film TV (1967)
- Il circolo Pickwick, regia di Ugo Gregoretti – miniserie TV, 4 episodi (1968)
- Il mondo di Pirandello, regia di Luigi Filippo D'Amico – miniserie TV, 1 episodio (1968)
- La fantastica storia di don Chisciotte della Mancia, regia di Carlo Quartucci – miniserie TV (1970)
- Il viaggio di Astolfo, regia di Vito Molinari – film TV (1972)
- Sabato sera dalle nove alle dieci di Ugo Gregoretti, regia di Giancarlo Nicotra e condotto da Gigi Proietti – varietà televisivo, 2 episodi (1974)
- Le tigri di Mompracem, regia di Ugo Gregoretti – miniserie TV (1974)
- Romanzo popolare italiano, regia di Ugo Gregoretti – miniserie TV (1975)
- Fregoli, regia di Paolo Cavara – miniserie TV, 4 episodi (1981)
- Viaggio a Goldonia, regia di Ugo Gregoretti – miniserie TV, 3 episodi (1982)
- Great Performances – miniserie TV, 1 episodio, regia di Luciano Salce (1983)
- Caro Petrolini, regia di Nicola De Rinaldo e Ugo Gregoretti – film TV (1983)
- Sogni e bisogni – serie TV, 1 episodio (1985)
- Cyrano, regia di Ennio Coltorti e Gigi Proietti – film TV (1985)
- American Playhouse – serie TV, 1 episodio, regia di Peter H. Hunt (1987)
- Facciaffitasi, regia di José María Sánchez – miniserie TV, 6 episodi (1987)
- Liebe ist stärker als der Tod, regia di Juraj Herz – film TV (1988)
- I 7 re di Roma, regia di Antonello Falqui e Pietro Garinei – film TV (1989)
- Villa Arzilla, regia di Gigi Proietti – sitcom, 20 episodi (1990)
- Un figlio a metà, regia di Giorgio Capitani – miniserie TV (1992)
- Passioni, regia di Fabrizio Costa – serial TV (1993)
- Un figlio a metà - Un anno dopo, regia di Giorgio Capitani – miniserie TV (1994)
- Italian Restaurant – serie TV, 8 episodi (1994)
- Un nero per casa, regia di Gigi Proietti – film TV (1998)
- Avvocato Porta – serie TV (1997-2000)
- Mai storie d'amore in cucina, regia di Giorgio Capitani e Fabio Jephcott – miniserie TV (2004)
- Il veterinario di Gigi Proietti, regia di José María Sánchez – miniserie TV (2005)
- Il maresciallo Rocca – serie TV, 28 episodi (1996-2005)
- Il maresciallo Rocca e l'amico d'infanzia, regia di Fabio Jephcott – miniserie TV, 2 episodi (2008)
- Preferisco il paradiso, regia di Giacomo Campiotti – miniserie TV (2010)
- Il signore della truffa, regia di Luis Prieto – miniserie TV (2011)
- I Cesaroni – serie TV, episodio 5x05 (2012) - cameo
- L'ultimo papa re, regia di Luca Manfredi – miniserie TV (2013)
- Una pallottola nel cuore – serie TV, 14 episodi (2014-2018)

### Regista
- Il gatto in tasca di Georges Feydeau - commedia teatrale (1983)
- Villa Arzilla – sitcom (1990)
- Un nero per casa – film TV (1998)

## Teatro

### Attore
- Can Can degli italiani, regia di Giancarlo Cobelli (1963)
- Gli uccelli di Aristofane, regia di Giuseppe Di Martino (1964)
- Romolo il grande di Friedrich Dürrenmatt, regia di Giuseppe Di Martino (1964)
- La caserma delle fate, testo e regia di Giancarlo Cobelli (1964)
- L'arbitro di Gennaro Pistilli, regia di Gennaro Magliulo (1965)
- La maschera e il volto di Luigi Chiarelli (1965)
- Il mercante di Venezia di William Shakespeare, regia di Ettore Giannini (1965)
- Direzione memorie di Corrado Augias, regia di Antonio Calenda. Con il Gruppo Sperimentale 101 (1965)
- Il re Cervo di Carlo Gozzi, regia di Andrea Camilleri (1965)
- Gioco con la scimmia di Enrico Filippini, regia di Antonio Calenda. Con il Gruppo Sperimentale 101 (1966)
- Il desiderio preso per la coda di Pablo Picasso, regia di Antonio Calenda. Con il Gruppo Sperimentale 101 (1967)
- Il misantropo di Molière (1967)
- La Celestina di Fernando de Rojas, regia di Antonio Calenda. Con il Gruppo Sperimentale 101 (1967)
- Le mammelle di Tiresia di Guillaume Apollinaire, regia di Antonio Calenda, con il Gruppo Sperimentale 101 (1968)
- Riflessi di conoscenza di Corrado Augias, regia di Antonio Calenda, con il Gruppo Sperimentale 101 (1968)
- Il tubo e il cubo di Augusto Frassineti, regia di Antonio Calenda, con il Gruppo Sperimentale 101 (1968)
- La presidentessa di Maurice Hennequin e Peter Veber, regia di Franco Enriquez (1968)
- Nella giungla delle città di Bertolt Brecht, regia di Antonio Calenda, con il Gruppo Sperimentale 101 (1968)
- Coriolano di William Shakespeare, regia di Antonio Calenda, con il Gruppo Sperimentale 101 (1969)
- Il dio Kurt di Alberto Moravia, regia di Antonio Calenda, con il Gruppo Sperimentale 101 (1969)
- Operetta di Witold Gombrowicz, regia di Antonio Calenda, con il Gruppo Sperimentale 101 (1969)
- Alleluja brava gente, commedia musicale di Renato Rascel, Domenico Modugno e Iaia Fiastri, regia di Garinei e Giovannini (1970)
- La cena delle beffe di Sem Benelli, regia di Carmelo Bene (1974)
- A me gli occhi, please (one-man-show) di Gigi Proietti e Roberto Lerici, regia di Gigi Proietti (1976, 1993, 1996, 2000)
- Commedia di Gaetanaccio di Luigi Magni, regia di Gigi Proietti (1978)
- Caro Petrolini da scritti di Ettore Petrolini, regia di Gigi Proietti, con gli allievi del suo Laboratorio di Esercitazioni Sceniche (1979)
- Il bugiardo di Carlo Goldoni, regia di Ugo Gregoretti (1980)
- Stanno suonando la nostra canzone di Neil Simon, regia di Gigi Proietti (1981)
- Edipo re di Sofocle, regia di Vittorio Gassman (1981)
- Come mi piace (one-man-show) di Gigi Proietti e Roberto Lerici, regia di Gigi Proietti (1983)
- Cyrano de Bergerac di Edmond Rostand, regia di Gigi Proietti ed Ennio Coltorti (1985)
- Liolà di Luigi Pirandello, regia di Gigi Proietti (1988)
- I sette re di Roma di Luigi Magni, regia di Pietro Garinei (1989)
- Edmund Kean di Raymund FitzSimons, regia di Gigi Proietti (1989)
- Leggero leggero (one-man-show) di Gigi Proietti e Roberto Lerici, regia di Gigi Proietti (1991)
- Per amore e per diletto da materiali di Ettore Petrolini (1987, 1994)
- Prove per un recital (one-man-show), testo e regia di Gigi Proietti (1996)
- La morte dell'arcivescovo di Brindisi, testo e regia di Giancarlo Menotti (1996) – voce narrante
- Il giudizio universale di Claudio Ambrosini, ispirato alla sceneggiatura del film omonimo di Vittorio De Sica e Cesare Zavattini, regia di Vincenzo Grisostomi (1996) – voce che annuncia il Giudizio Universale
- La Pietà, testo e regia di Vincenzo Cerami, musiche di Nicola Piovani (1998) – voce narrante
- Socrate, adattamento di Vincenzo Cerami dai Dialoghi di Platone, regia di Gigi Proietti (2000)
- Io, Toto e gli altri (one-man-show), testo e regia di Gigi Proietti (2002)
- Serata d'onore (one-man-show), testo e regia di Gigi Proietti (2004)
- Ma l'amor mio non muore dai materiali di Ettore Petrolini (2006)
- Buonasera...varietà di fine stagione di Gigi Proietti (2007)
- La Papessa Giovanna, con Sandra Collodel e Andrea Pirolli (2007-2008, 2011)
- Di nuovo buonasera, regia di Gigi Proietti (2008-2009)
- Viva Don Chisciotte!, regia di Gianpiero Borgia (2008)
- La mostra di Claudio Pallottini e Simona Marchini, con Simona Marchini (2011-2012)
- Di nuovo buonasera... a tutti, regia di Gigi Proietti (2011)
- Apocalisse - L'opera, regia di Jocelyn (2012) – voce registrata di Dio
- Cavalli di battaglia, regia di Gigi Proietti (2015)

### Regista
- A me gli occhi, please di Gigi Proietti e Roberto Lerici (1976, 1993, 1996, 2000)
- Commedia di Gaetanaccio di Luigi Magni (1978)
- Caro Petrolini da scritti di Ettore Petrolini, con gli allievi del suo Laboratorio di Esercitazioni Sceniche (1979)
- Stanno suonando la nostra canzone di Neil Simon (1981, 1998)
- Come mi piace di Gigi Proietti e Roberto Lerici (1983)
- Cyrano de Bergerac di Edmond Rostand, co-diretto con Ennio Coltorti (1985)
- Per amore e per diletto da materiali di Ettore Petrolini, con gli allievi del suo Laboratorio di Esercitazioni Sceniche (1985, 1994)
- Liolà di Luigi Pirandello (1988)
- Guardami negli occhi di Georges Feydeau (1989)
- Karin di Arieh Chen (1989)
- Edmund Kean di Raymund FitzSimons (1989)
- Leggero leggero di Gigi Proietti e Roberto Lerici (1991)
- Due dozzine di rose scarlatte di Aldo De Benedetti (1991)
- La pulce nell'orecchio di Georges Feydeau (1991)
- Cose di Casa di Paola Tiziana Cruciani (1992)
- Casa di frontiera di Gianfelice Imparato (1993[43]
- La Capannina di André Roussin (1996)
- Prove per un recital (1996)
- Mezzefigure di Gigi Proietti (1996)
- Dramma della gelosia, adattamento dalla sceneggiatura del film Dramma della gelosia - Tutti i particolari in cronaca di Ettore Scola (1999)
- Socrate, adattamento di Vincenzo Cerami dai Dialoghi di Platone (2000)
- Taxi a due piazze di Ray Cooney (2000, 2005)
- Falstaff e le allegre comari di Windsor di William Shakespeare e Arrigo Boito, con Giorgio Albertazzi (2001)
- Full Monty di Terence McNally e David Yazbeck, adattamento teatrale del film omonimo, con Giampiero Ingrassia e Rodolfo Laganà (2001)
- Una Martin's De Luxe di Claudio Pallottini (2002)
- Io, Toto e gli altri (2002, 2006)
- Non ti conosco più di Aldo De Benedetti (2003)
- Romeo e Giulietta di William Shakespeare (2003, 2005)
- Stregata dalla luna di John Patrick Shanley, adattamento teatrale dal Stregati dalla luna (2004)
- Quella del piano di sopra di Pierre Chesnot, con Pino Quartullo e Sandra Collodel (2005)
- La presidentessa di Maurice Hennequin e Peter Veber, con Sabrina Ferilli e Maurizio Micheli (2005)
- Liolà di Luigi Pirandello, con Gianfranco Jannuzzo e Manuela Arcuri (2006)
- Buonasera - Varietà di fine stagione, regia di Gigi Proietti (2007)
- Di nuovo buonasera (2008-2009)
- La mostra di Claudio Pallottini e Simona Marchini, con Simona Marchini (2011-2012)
- Di nuovo buonasera... a tutti (2011)
- Cavalli di battaglia (2015)

#### Opere liriche
- Tosca di Giacomo Puccini (1983)
- Don Pasquale di Gaetano Donizetti (1985)
- Falstaff di Giuseppe Verdi (1985)
- Le nozze di Figaro di Wolfgang Amadeus Mozart (1985, 2005)
- Benvenuto Cellini di Hector Berlioz (1995)
- Don Giovanni di Wolfgang Amadeus Mozart (2002)
- Nabucco di Giuseppe Verdi (2009)
- Carmen di Georges Bizet (2010)

## Programmi televisivi
- Cab Cobelli', Telecabaret di Giancarlo Cobelli, Badessi e Luzi, regia di Edmo Fenoglio 21 novembre 1965
- Fatti e fattacci (Programma Nazionale, 1975)
- A me gli occhi, please (Rete 2, 1978)
- Partecipazione straordinaria (Rete 2, 1979)
- Attore amore mio (Rete 1, 1982)
- Qui, sotto il cielo di Capri (Rete 1, 1982)
- Fantastico 4 (Rai 1, 1983-1984)
- Io a modo mio (Rai 1, 1986)
- Mille e una star (Rai 1, 1986)
- Ewiva (Canale 5, 1988) Puntata 1
- Di che vizio sei? (Rai 1, 1988)
- Buon Natale dal Centro Italia (Rai 1, 1989)
- Club 92 (Rai 2, 1990-1991)
- La nottata non passa mai (Rai 2, 1992)
- Quando correva Nuvolari (Rai 2, 1992)
- Stelle di Natale (Rai 1, 1995-1996)
- Millennium - C'era una volta il '900 (Rai 1, 1999)
- A me gli occhi 2000 (Canale 5, 2000)
- La pista (Rai 1, 2014) Giudice
- Techetechete' (Rai 1, 2015) Puntata 13
- Tale e quale show (Rai 1, 2015) Giudice
- Tale e quale show - Il torneo (Rai 1, 2015) Giudice
- Cavalli di battaglia (Rai 1, 2017)
- Matera 2019 - Open future (Rai 1, 2019)
- Ulisse - Il piacere della scoperta (Rai 1, 2019-2020)

## Doppiaggio

### Cinema
- Robert De Niro in Mean Streets - Domenica in chiesa, lunedì all'inferno, Gli ultimi fuochi, Casinò
- Ian McKellen in Lo Hobbit - Un viaggio inaspettato, Lo Hobbit - La desolazione di Smaug, Lo Hobbit - La battaglia delle cinque armate
- Ray Danton ne Il giorno più lungo e Agente speciale L.K. (Operazione Re Mida)
- Richard Harris in Camelot e Un uomo chiamato Cavallo
- Sylvester Stallone in Rocky e F.I.S.T.
- Charlton Heston in Hamlet e 23 pugnali per Cesare
- Richard Burton in Chi ha paura di Virginia Woolf?
- Bourvil in Tre uomini in fuga
- Dean Jones in Tutti i mercoledì
- Robert Mark in Uccidi o muori
- Marlon Brando in Riflessi in un occhio d'oro
- Michael Pate ne Il ritorno del pistolero
- Gino Pernice ne I crudeli
- Luigi Pistilli in Da uomo a uomo
- Benito Stefanelli ne I giorni dell'ira
- Gregory Peck ne La notte dell'agguato
- Dick Shawn in Per favore, non toccate le vecchiette
- Michel Piccoli in Diabolik
- Henry Fonda ne L'ora della furia
- Rock Hudson ne I due invincibili
- Kirk Douglas in Uomini e cobra
- Voce della Morte in Brancaleone alle crociate
- Robert Stephens in Vita privata di Sherlock Holmes
- Alex Cord ne I cinque disperati duri a morire
- Dustin Hoffman in Lenny
- Donald Sutherland ne Il Casanova di Federico Fellini
- Paul Newman in Buffalo Bill e gli indiani
- Robert Stack ne Il più grande colpo del secolo
- Helmut Berger in Salon Kitty
- George Segal in Tenderly
- Jean Reno ne I visitatori
- Sean Connery in Dragonheart[44]
- Anthony Hopkins in Hitchcock
- Kevin Costner in Attraverso i miei occhi[45]
- Navid Negahban in Aladdin

### Film d'animazione
- Genio in Aladdin, Il ritorno di Jafar e Aladdin e il re dei ladri
- Devon e Cornelius ne La spada magica - Alla ricerca di Camelot
- Yorick in Chi ha paura?
- Bryan il capospiaggia in Happy Feet 2

### Serie televisive
- Voce della radio in Belfagor o Il fantasma del Louvre
- Peter Graves in Furia (prima parte)
- George Segal in Gioco senza fine

### Serie animate
- Gatto Silvestro nei Looney Tunes (1964-1965)

### Film TV
- Ron Cook in Riccardo III (1983)

## Direzione del doppiaggio
- Lenny, regia di Bob Fosse (1974)
- Rocky, regia di John G. Avildsen (1976)
- Tre donne, regia di Robert Altman (1977)
- Un matrimonio, regia di Robert Altman (1978)

## Discografia

### Discografia solista

#### Album
- 1971 – La maestra di mandolino in Bubù (colonna sonora del film omonimo) (Carosello, CLN 25004)
- luglio 1971 – Alleluja, brava gente (RCA, PSL 10507) con Renato Rascel (come Luigi Proietti, canta 7 brani su 13)
- settembre 1972 – Luigi Proietti e Meo Patacca (colonna sonora del film Meo Patacca) (RCA, PSL 10556)
- marzo 1975 – Nun je da' retta Roma (RCA Linea Tre, TCL1-1126)
- 1976 – Sono un uomo semplice, in Sono un uomo semplice con i peli sul petto... (colonna sonora del film Languidi baci... perfide carezze) (Ariston, AR/LP/12304)
- 1977 – Luigi Proietti dal vivo - A me gli occhi please (RCA, PL 31249, 2xLP)
- 1979 – Gaetanaccio (RCA, BL 31416) ristampato su CD nel 2002
- 1981 – Stanno suonando la nostra canzone (Polydor, 2448 129) con Loretta Goggi e il cast
- 1983 – Le more (Philips, 818 032-1)
- 1989 – I 7 re di Roma (Emergency Music, EMPL 007)
- 1997 – Il fatto è... che non ti so dimenticare (Easy Records Italiana, ESY 498767 2, CD)

#### Singoli
- 1971 – Ascolta la canzone/La maestra di mandolino (Carosello, JB. 373) (7") (Ascolta la canzone interpretata da Giorgio Gaber)
- settembre 1971 – Amaro fiore mio/Lo paradiso (RCA Italiana, PM 3615) (7")
- 1971 – Se io non ci sarò/La voglia di scannarli tutti quanti (General Music, ZGE 50241) (7") (colonna sonora dal film La vacanza)
- marzo 1972 - Chi me l'ha fatto fa'/Cosa hai da guardare (RCA Italiana, PM 3647) (7") (Lato A sigla del programma TV Come ridevano gli Italiani)
- settembre 1972 – Meo Patacca/Quante n'avemo dette (RCA Original Cast, OC 28) (7") (colonna sonora dal film Meo Patacca)
- 1973 – Nun je da' retta Roma/Mi madre è morta tisica/Tremate lo stesso... (RCA Original Cast, OC 36) (7") (colonna sonora dal film La tosca) lato B1 con Monica Vitti, lato B2 interpretato da Fiorenzo Fiorentini, Gianni Bonagura e Vittorio Gassman
- 1974 – Che brutta fine ha fatto il nostro amore/Lettera ad un amico (RCA Italiana, TPBO 1005) (7") (Lato A sigla del programma TV Sabato sera dalle 9 alle 10)
- 1975 – Me so magnato er fegato/La vita è n'osteria (RCA Italiana, TPBO 1094) (7") (Lato A colonna sonora dal film Amore all'arrabbiata)
- 1975 – La ballata di Carini/Tema d'amore (RCA Original Cast, TBBO 1184) (7") dallo sceneggiato TV L'amaro caso della baronessa di Carini; lato B di Schola Cantorum
- 1975 – Se dovessi cantarti/Alibi (Vanilla, OV 005) (7") lato A con Ornella Vanoni sigla del programma TV Fatti e fattacci, lato B solo Vanoni
- 1976 – Sono un uomo semplice con i peli sul petto/Dove è andata Mari' (RCA Italiana, TPBO 1268) (7") (dal film Languidi baci... perfide carezze)
- 1979 – Me vie' da piagne/Tango della morte (RCA Original Cast, BB 6279) (7") lato B con Daria Nicolodi
- 1979 – Canzone a Nina/Bevi un bicchiere (Cetra, SP 1717) (7")
- 1981 – Prima de pijà sonno/Sempre la stessa vitaccia... (RCA Original Cast, BB 6502) (7") (sigle dello sceneggiato TV Fregoli)
- 1983 – Foxtrot/Apri la finè (Philips, 814 997-7) (7") (dalla trasmissione TV Fantastico 4)
- 1984 – Tira el balon bombero (Sigla del Processo di Biscardi)
- 1985 – Chi me l'ha fatto fa'/Cosa hai da guardare (RCA, PM 3647) (7")
- 1989 – El terzero hombre (Sigla del Processo di Biscardi)

#### Partecipazioni
- 1979 – Roma de 'na vorta (RCA, NL 33091 LP) con Gabriella Ferri, Giorgio Onorato, Malia Rocco, Nino Manfredi
- 1979 – Roma de oggi (RCA, NL 33093 Linea Tre, LP)

#### Antologie
- gennaio 1974 – Una sera con Luigi Proietti (RCA, TPL1 1001)
- 1982 – Attore, amore mio (RCA Linea Tre, NL 33192)
- 1994 - I successi di Luigi Proietti (RCA, 74321 19379-2)
- 2002 – I grandi successi originali (RCA Italiana, 74321911912 (2), 2xCD)
- 2009 – Collections (Sony Music-RCA, 88697463702)

### Discografia con Trio Melody

#### Album
- 1995 – Ma che ne sai... (...se non hai fatto il piano-bar) (Easy Records Italiana, ESY 478564 2)

#### Partecipazioni
- 1995 – Supersanremo '95 (Polygram, 525 455-2) con il brano Ma che ne sai... (...se non hai fatto il piano-bar)

## Libri
- Prove per un libro. Materiali, schegge, frammenti meta-teatrali e metà no. Dal 1974 in poi, Modena, Comix, 1998, ISBN 88-8193-021-8.
- Gigi Proietti show, Torino, Einaudi, 2002, ISBN 88-06-16421-X. (con VHS)
- Gigi Proietti show, Torino, Einaudi, 2007, ISBN 978-88-06-18943-3. (con DVD)
- Tutto sommato. Qualcosa mi ricordo, Milano, Rizzoli, 2013, ISBN 978-88-17-06875-8.
- Decamerino. Novelle dietro le quinte, Milano, Rizzoli, 2015, ISBN 978-88-17-07815-3.
- Ndo cojo cojo. Sonetti e sberleffi fuori da ogni regola, Milano, Rizzoli, 2021, ISBN 978-88-17-15634-9.

## Riconoscimenti
- David di Donatello
  - 2021 – David speciale alla memoria
- Nastro d'argento
  - 1997 – Miglior doppiaggio maschile per Robert De Niro in Casinò[46]
  - 2003 – Migliore attore protagonista per Febbre da cavallo - La mandrakata[47]
  - 2018 – Nastro d'argento alla carriera[48]
- Ciak d'oro
  - 2011 – Ciak d'oro alla carriera[49][50]
- Leggio d'oro
  - 2006 – Leggio d'oro alla carriera[51]
- Premio Flaiano sezione teatro
  - 2000 – Premio all'interpretazione, insieme a Maddalena Crippa, per Dialoghi platonici, regia di Gigi Proietti[52]

## Onorificenze

### Cittadinanza onoraria
Il 30 settembre 2013, durante una cerimonia a Palazzo dei Priori, gli fu conferita, dall'allora sindaco Leonardo Michelini, la cittadinanza onoraria della città di Viterbo, con la seguente motivazione: "Considerato l'enorme successo di pubblico ottenuto dalla serie televisiva Il maresciallo Rocca, nella quale Gigi Proietti, fin dal 1996, interpreta il ruolo di Giovanni Rocca, maresciallo, comandante della stazione dei carabinieri di Viterbo".